# Плоскорезна обработка
Плоскорезна обработка се прилага в райони, изложени на ветрова и водна ерозия на почвата. Запазва се остатъчната растителност от предшественика. Горния слой се разрохква и разтрошава. Допустими отклонения на дълбочината – при 16 cm. допустима – 1 cm, а от 21-30 cm допустимо отклонение-2 cm. допустима височина на браздите – 5 – 20 cm в ширина. Допустимо припокриване между два съседни прохода – 20 cm.